# Sarah Kemble Knight
Sarah Kemble Knight, née le 19 avril 1666 et morte le 25 septembre 1727, est une enseignante et femme d'affaires. 

## Biographie
Sarah Kemble naît à Boston du capitaine Thomas Kemble, un marchand de Boston, et d'Elizabeth Trerice. En 1689, elle épouse Richard Knight. Ils ont un enfant, Elizabeth. Devenue veuve après la mort de son mari en 1703, Knight assume la responsabilité de gérer son ménage.